# Tit Flavi Sabí (pare de Vespasià)
Tit Flavi Sabí (en llatí Titus Flavius Sabinus) va ser el pare de l'emperador Vespasià. Era fill de Tit Flavi Petró un centurió, segurament un evocat, de l'exèrcit de Gneu Pompeu a la batalla de Farsàlia a Tessàlia l'any 48 aC. Sabí formava part dels equites de la ciutat de Reate.
Va ser funcionari de duanes en temes referits a l'abastament agrícola a la província d'Àsia, i es va comportar amb tanta equanimitat que moltes ciutats li van dedicar estàtues amb la inscripció καλῶς τελωνήσαντι (el que realitza molt bé la seva feina). També va fer negocis al país dels helvecis, en el que va morir, deixant dos fills: Flavi Sabí i Vespasià, l'emperador.